# SteamWorld Dig 2
SteamWorld Dig 2 est un jeu vidéo d'action-aventure développé et édité par Image & Form, sorti en 2017 sur Windows, Mac, Linux, Nintendo Switch, PlayStation 4, Xbox One, Nintendo 3DS et PlayStation Vita.
Il fait suite à SteamWorld Dig.

## Accueil
- Jeuxvideo.com : 16/20[1]